# John C. Speaks

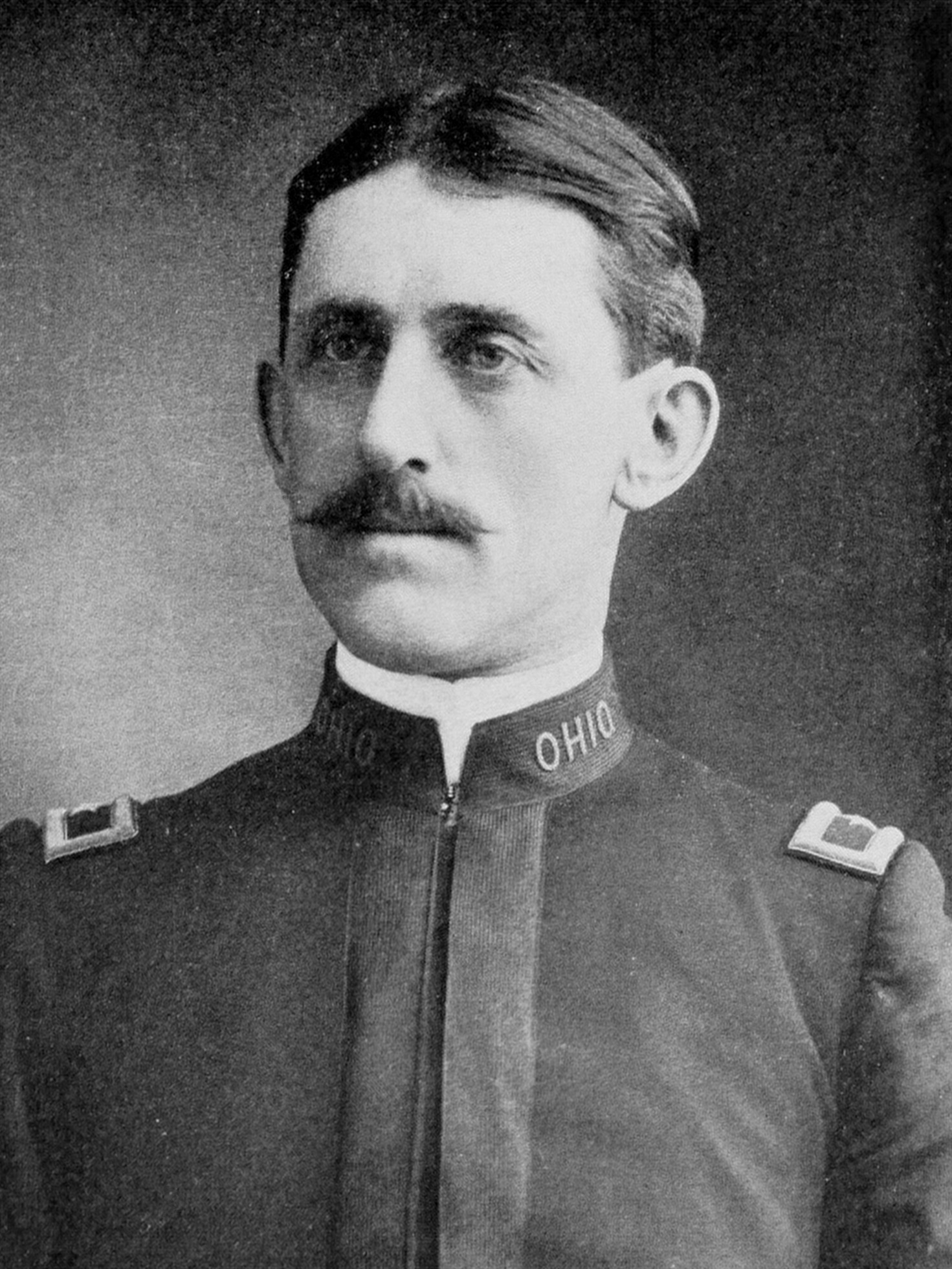
John C. Speaks (1903)

John Charles Speaks (* 11. Februar 1859 in Canal Winchester, Ohio; † 6. November 1945 in Columbus, Ohio) war ein US-amerikanischer Politiker. Zwischen 1921 und 1931 vertrat er den Bundesstaat Ohio im US-Repräsentantenhaus.

## Werdegang
John Speaks besuchte die öffentlichen Schulen seiner Heimat und arbeitete danach im Sägemühlen- und Holzgeschäft. Zwischen 1907 und 1918 war er als Fish, Game, and Conservation Officer für die Jagd und Umwelt des Staates Ohio zuständig. Über 40 Jahre lang war er Mitglied der Nationalgarde seines Staates, in der er bis zum Brigadegeneral aufstieg. Er nahm als Major am Spanisch-Amerikanischen Krieg von 1898 teil. Dabei war er in Puerto Rico eingesetzt. Im Jahr 1916 war er während eines Konflikts mit Mexiko an der dortigen Grenze stationiert. Danach war er auch Brigadekommandeur im Ersten Weltkrieg. Politisch schloss er sich der Republikanischen Partei an. Im Jahr 1918 kandidierte er noch erfolglos für das US-Repräsentantenhaus.
Bei den Kongresswahlen des Jahres 1920 wurde Speaks dann aber im zwölften Wahlbezirk von Ohio in das US-Repräsentantenhaus in Washington, D.C. gewählt, wo er am 4. März 1921 die Nachfolge des Demokraten Clement L. Brumbaugh antrat. Nach vier Wiederwahlen konnte er bis zum 3. März 1931 fünf Legislaturperioden im Kongress absolvieren. Seit 1929 war auch die Arbeit des Kongresses von den Ereignissen der Weltwirtschaftskrise geprägt. 1930 wurde Speaks nicht wiedergewählt. In den Jahren 1932 und 1934 strebte er jeweils erfolglos die Rückkehr in den Kongress an. Er starb am 6. November 1945 in Columbus.